# Martin Taylor
Martin Taylor (Harlow, 20 oktober 1956) is een Amerikaanse jazzgitarist.

## Biografie
Taylor is afkomstig uit een muzikale familie met een zigeunerachtergrond. Al op 4-jarige leeftijd kreeg hij gitaarles van zijn vader, de bassist William 'Buck' Taylor, die de muziek speelde van het Quintette du Hot Club de France, zodat Taylor zich eerst Django Reinhardt tot voorbeeld nam. Op 8-jarige leeftijd speelde hij regelmatig in de band van zijn vader. Op 15-jarige leeftijd verliet hij de school om professioneel muzikant te worden. Hij speelde in het orkest van Lennie Hastings, maar voegde zich echter ook bij het Count Basie Orchestra. Tijdens de komende jaren speelde hij vaak in Londen in een duo met zowel Peter Ind als ook met Ike Isaacs, die hem op dat moment beïnvloedde. Deze stelde hem ook voor bij Stéphane Grappelli, in wiens band hij een tijdje speelde tijdens de jaren 1980.
Taylor speelde 11 jaar met Grappelli. Met hem trad hij ook op in Noord-Amerika, waar hij David Grisman ontmoette, met wie hij het album Sarabanda opnam. Daarna concentreerde hij zich op zijn solocarrière, bracht hij in 1982 zijn eerste eigen lp Skye Boat uit en nam hij meerdere albums op voor Linn Records. Midden jaren 1990 formeerde hij de band Spirit of Django, maar toerde hij ook verder solo. Een poos behoorde hij tot Bill Wymans Rhythm Kings. Taylor schreef ook een leerboek.

## Onderscheidingen
In 2007 werd hij onderscheiden met zowel de BBC Jazz Award als ook met de British Jazz Awards als beste gitarist. In 2012 kreeg hij de Scottish Jazz Award in de categorie Live Jazz.

## Discografie
- 1982: Skye Boat (Concord Records)
- 1984/1987Sketches: A Tribute to Art Tatum
- 1987: Sarabanda (met David Grisman)
- 1990: Artistry (solo)
- 1993: Reunion (met Stephane Grappelli)
- 1994: Spirit of Django
- 1995: Portraits (met Chet Atkins)
- 1999: Kiss And Tell
- 2004: The Valley (met Bryn Terfel, Sacha Distel und Simon Dinnigan)
- 2012: First Time Together!  (met Frank Vignola und David Grisman)
- 2013: The Colonel & The Governor (met Tommy Emmanuel)